# Hrastje Plešivičko
 Hrastje Plešivičko  falu Horvátországban Zágráb megyében. Közigazgatásilag Jasztrebarszkához tartozik.

## Fekvése
Zágrábtól 31 km-re délnyugatra, községközpontjától 2 km-re északnyugatra fekszik.

## Története
A település 1384-ben és 1422-ben még "Also-Molona" néven említik a Domagović család birtokaként.
A falunak 1857-ben 52, 1910-ben 111 lakosa volt. Trianon előtt Zágráb vármegye Jaskai járásához tartozott. 2001-ben 165 lakosa volt.

## Lakosság
| Lakosság változása | Lakosság változása | Lakosság változása | Lakosság változása | Lakosság változása | Lakosság változása | Lakosság változása | Lakosság változása | Lakosság változása | Lakosság változása | Lakosság változása | Lakosság változása | Lakosság változása | Lakosság változása | Lakosság változása |
| ------------------ | ------------------ | ------------------ | ------------------ | ------------------ | ------------------ | ------------------ | ------------------ | ------------------ | ------------------ | ------------------ | ------------------ | ------------------ | ------------------ | ------------------ |
| 1857               | 1869               | 1880               | 1890               | 1900               | 1910               | 1921               | 1931               | 1948               | 1953               | 1961               | 1971               | 1981               | 1991               | 2001               |
| 52                 | 74                 | 72                 | 71                 | 79                 | 111                | 86                 | 106                | 103                | 112                | 130                | 120                | 113                | 140                | 165                |

## Külső hivatkozások
Jasztrebaszka város hivatalos oldala